# Борис Карлофф
Вільям Генрі Пратт (англ. William Henry Pratt, 23 листопада 1887 — 2 лютого 1969); більше відомий за своїм сценічним ім'ям Борис Карлофф) — англійський актор. Карлофф став всесвітньо відомою зіркою фільмів жахів після того, як зіграв монстра Франкенштейна у фільмах Франкенштейн (1931), Наречена Франкенштейна (1935) та Син Франкенштейна (1939).

## Вибрана фільмографія
- 1920 — Останній з Могікан / The Last of the Mohicans
- 1922 — Жінка-завойовник / The Woman Conquers
- 1926 — Нікель-Хоппер / The Nickel-Hopper
- 1926 — Полум'я / Flames
- 1927 — Тарзан і золотий лев / Tarzan and the Golden Lion
- 1927 — Два арабські лицарі / Two Arabian Knights
- 1929 — Палаючий вітер / Burning the Wind
- 1929 — Священик диявола / The Devil's Chaplain
- 1929 — За тією завісою[en] / Behind That Curtain
- 1929 — Дві сестри / Two Sisters
- 1931 — Франкенштейн / Frankenstein
- 1931 — Щеплення / Graft
- 1931 — П'ятизірковий фінал / Five Star Final
- 1931 — Кримінальний кодекс / Criminal Code
- 1932 — Мумія / The Mummy
- 1932 — Обличчя зі шрамом / Scarface
- 1932 — Маска Фу Манчу / The Mask of Fu Manchu
- 1934 — Династія Ротшильдів / The House of Rothschild
- 1934 — Чорний кіт / The Black Cat
- 1935 — Ворон / The Raven
- 1935 — Наречена Франкенштейна / The Bride of Frankenstein
- 1939 — Син Франкенштейна / The Son of Frankenstein
- 1940 — Чорна п'ятниця / Black Friday
- 1958 — Коридори крові / Corridors of Blood
- 1963 — Ворон / The Raven
- 1963 — Комедія жахів / The Comedy of Terrors
- 1965 — Помри монстр Помри / Die, Monster, Die!
- 1966 — Як Ґрінч украв Різдво! / How the Grinch Stole Christmas!
- 1968 — Прокляття темно-червоного вівтаря / Curse of the Crimson Alta